# Ursus ladinicus
L’orso delle caverne delle Valli Ladine (Ursus ladinicus), noto anche come "orso ladino", è una specie di orso vissuta sulle Dolomiti tra 60.000 e 30.000 anni fa.

## La scoperta
La scoperta è stata effettuata il 23 settembre del 1987 da Willy Costamoling di Corvara (BZ), che durante un'escursione nella zona delle Conturines, entrò quasi per caso in una grotta situata a quota 2.800 metri, trovando all'interno i resti di decine di orsi. La grotta delle Conturines, al cui interno avvenne il ritrovamento delle ossa dell'orso delle caverne, si raggiunge in 4 ore di cammino. I resti inizialmente furono attribuiti al più comune e noto Ursus spelaeus. Negli anni successivi la grotta fu studiata ed esplorata sistematicamente da un gruppo di ricerca dell'Università di Vienna sotto la guida del professor Gernot Rabeder, i cui studi giunsero a risultati inattesi: l'orso delle Conturines apparteneva a una nuova specie di orso delle caverne, mai descritta prima di allora, e che fu battezzata Ursus ladinicus in onore dei Ladini delle Dolomiti. L'evoluzione dei premolari in molari è stata ben rilevata in questi reperti.

## Il clima dell'epoca
La presenza dell’Ursus ladinicus dimostrerebbe secondo gli scienziati, che nel periodo interglaciale queste montagne dovevano essere caratterizzate da un clima più mite di quello attuale, con temperature che consentivano lo sviluppo di una vegetazione boschiva (a quota 1.900 m gli alberi oggi scompaiono): un ambiente in cui l'orso, vegetariano, poteva sopravvivere facilmente. Sembra infatti che questi antichi plantigradi frequentassero abitualmente l'intera zona: la caverna, il cui ingresso era nascosto dalla vegetazione, doveva essere un'ottima tana non solo durante il letargo, ma anche per le femmine e i cuccioli.
L'eccezionalità del ritrovamento delle Conturines, consiste anche nel fatto che si tratta della prima e per ora unica traccia dell'orso delle caverne dell'intera zona dolomitica. Al momento rimangono per gli studiosi alcuni quesiti aperti: per quale ragione gli orsi si spinsero fino a quella quota? e perché morirono nella grotta delle Conturines?

## Il museo
I reperti sono esposti al nuovo "Museum Ladin Ursus ladinicus", che consente al visitatore di approfondire con un'esposizione permanente, molti aspetti del passato remoto delle Dolomiti, aprendo pagine affascinanti sull'età preistorica. Il museo, sede distaccata del Museum Ladin Ćiastel de Tor di San Martino in Badia, si sviluppa su tre piani espositivi: l'esposizione inizia illustrando come è avvenuta la formazione geologica delle Dolomiti, presentando i fossili ritrovati nella zona di San Cassiano, per proseguire con la formazione della grotta, la storia della scoperta e dello scavo. Sono inoltre presentati, attraverso l'esposizione dei resti originali, tutti gli aspetti dell'ambiente e della vita dell'orso delle caverne ladinico. 
Nei sotterranei del museo si trova la "grotta dell'orso", ovvero la ricostruzione di alcuni ambienti della grotta delle Conturines, dove si può ammirare "l'orso che dorme". 
All´interno del museo è anche possibile confrontare l'Ursus ladinicus con un orso bruno imbalsamato, l´M12. Attraverso il confronto della forma dei denti e del cranio risulta evidente che mentre l'orso bruno è un onnivoro, l'Ursus ladinicus era vegetariano. L'orso bruno era diffuso nelle Alpi già ai tempi dell'Ursus ladinicus 40.000 anni fa, ma durante la fase principale dell'ultima glaciazione, 24.000 anni fa, è scomparso dalle Alpi e dall'Europa centrale. Per schivare il freddo si è ritirato in zone più calde, mentre l'Ursus ladinicus, per cause che restano da chiarire, non è riuscito a fare altrettanto e si è estinto.